# یوری بوزینکسی
یوری بوزینکسی (انگلیسی: Iurii Bozhynskyi; ۱۶ مهٔ ۱۹۹۲ – ) ورزشکار، و شناگر اهل اوکراین بود.
وی در مسابقات کشوری و بین‌المللی در مجموع برندهٔ ۱ مدال برنز شده است.